# Палеопочвоведение
Палеопочвоведение (англ. Paleopedology — палеопедология) — междисциплинарное научное направление занимающееся изучением почв прошлого (палеопочвы, «погребенные почвы»), реликтовых признаков в современных почвах, историей и эволюцией почвообразования на Земле. Палеопочвоведение, как научное направление возникло и развивается на стыке генетического почвоведения, четвертичной геологии, исторической геологии и археологии. Изучает ископаемые почвы (палеопочвы) для получения информации об истории природной среды прошлого.

## История и термин
Г. Ф. Мирчинк в 1920-е годы обратил внимание на необходимость изучения погребённых ископаемых почв в отложениях четвертичного периода. В настоящее время погребенные почвы составляют предмет обязательного исследования каждого геолога-четвертичника.
Б. Б. Полынов впервые использовал термины «палеопочвоведение» и «палеопочва».

## Объекты исследования
Объектами исследований в палеопочвоведении выступают реликтовые почвенные образования — палеопочвы и их остаточные признаки в современных почвах.

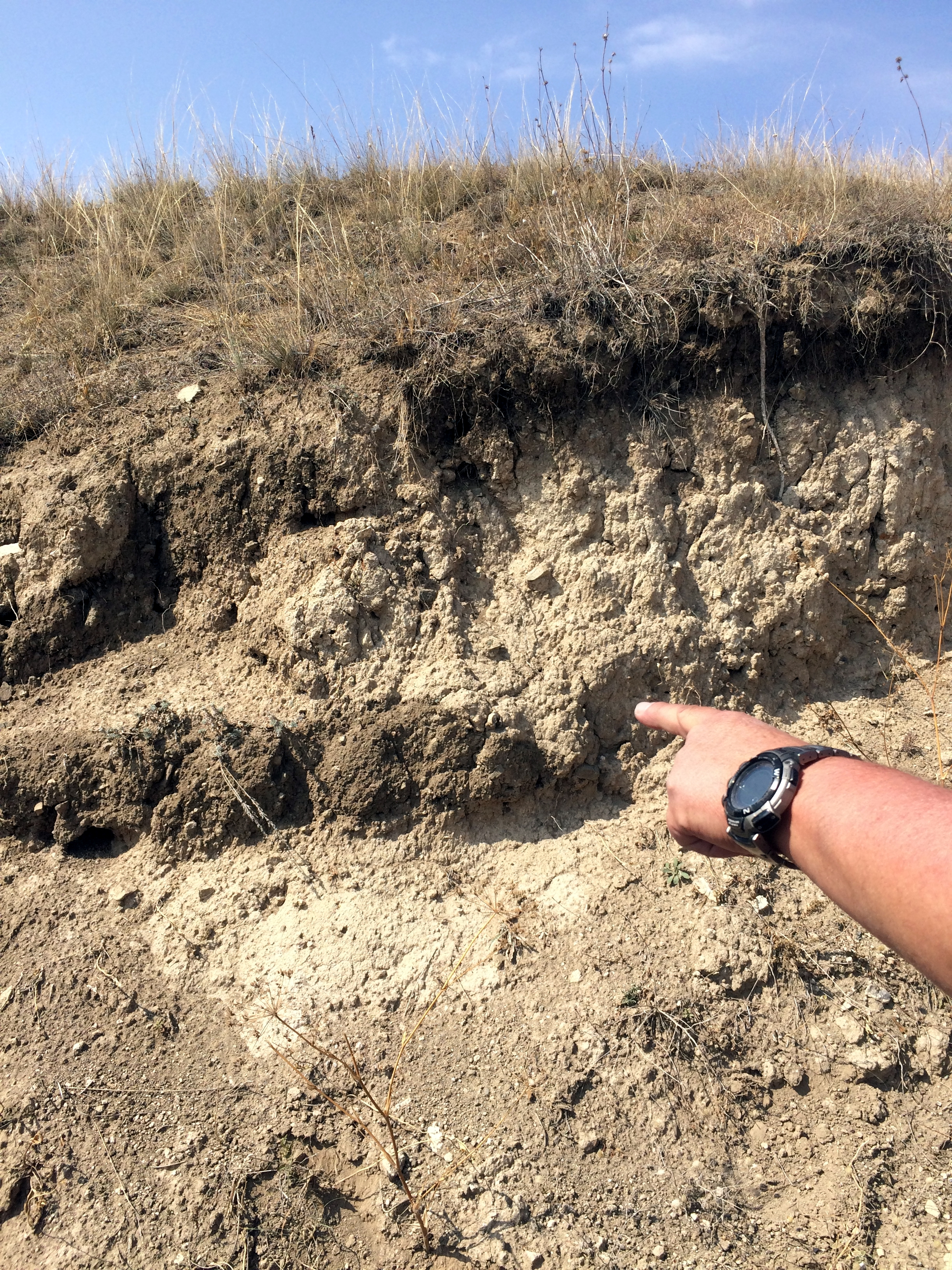
Палеопочвы. Армения, Спитак

Палеопочвы (ископаемые почвы) — почвы сформировавшиеся в геологическом прошлом Земли, в результате взаимодействия отличных от современных, факторов почвообразования.
Палеопочвы принято разделять на:
- погребённые (buried paleosols)
- непогребённые (современные или эксгумированные) палеопочвы (non-buried, surface paleosols).

Выделяются возрастные группы палеопочв:
- дочетвертичные
- четвертичные
- голоценовые.

Такое разделение связано с особенностями диагностики и методов исследования, каждой возрастной группы палеопочв.
Наиболее изученными считаются четвертичные палеопочвы (Бюллетень Комиссии по изучению четвертичного периода).
Погребённые почвы межледниковых эпох (Межледниковье) иногда обозначают термином «темноцветные».

## Методы исследования

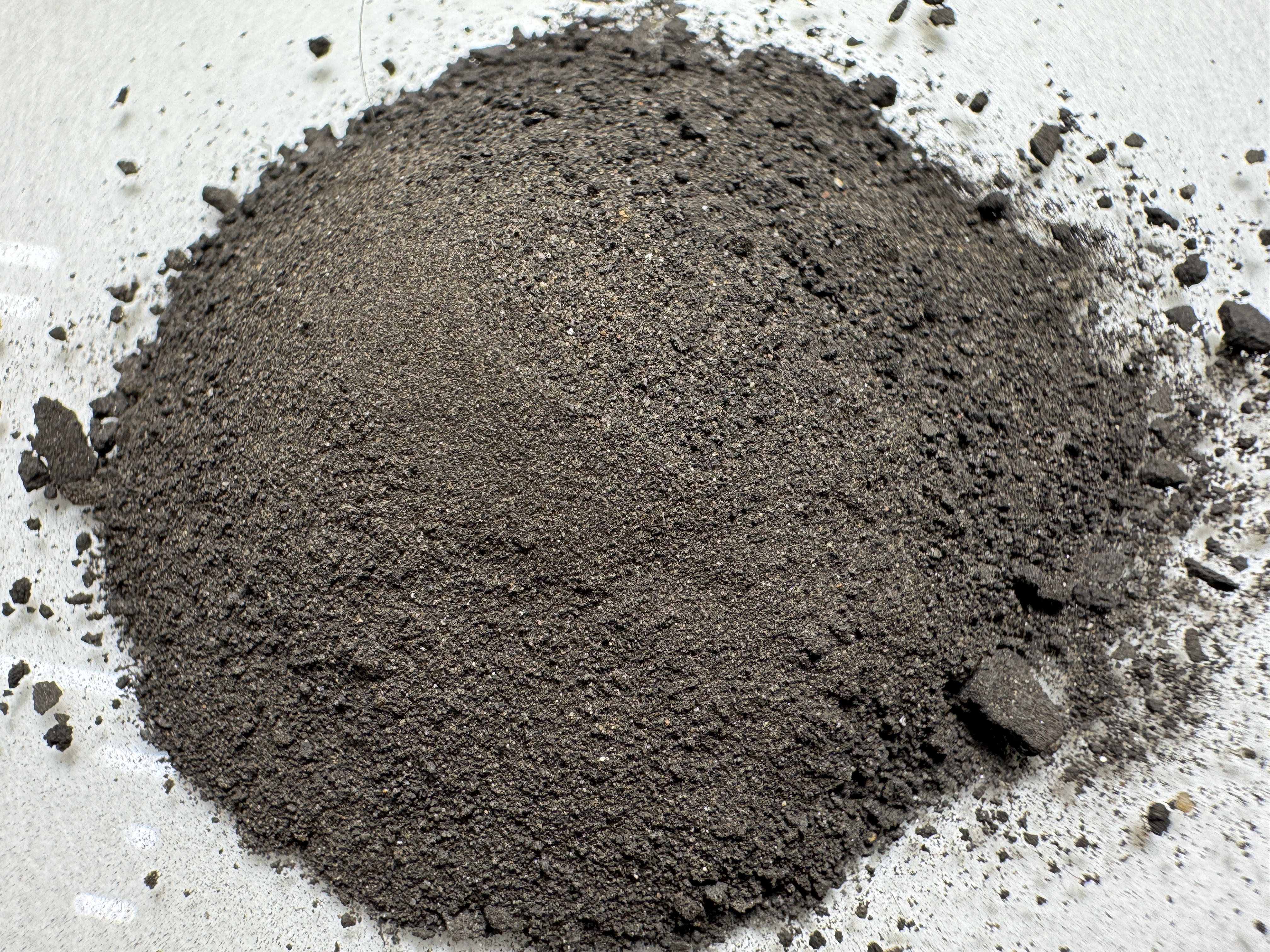
Палеопочва четвертичного периода, Дмитровский район (Московская область)

Методической основой изучения палеопочв служит эмпирическая формула выражающая соотношение признаков почвы и факторов её формирования: факторы — процессы — свойства. Эта формула была предложена В. В. Докучаевым и послужила основой для генетического анализа почв. В методологии палеопочвоведения эта формула раскрывается в обратном порядке: свойства — процессы — факторы.
В палеопочвоведении применяется большой спектр методов исследований современных почв, методов литологии, геохимии, Палеонтологии и палеогеографии.
Для идентификации и диагностики палеопочв применяются методы морфологического анализа — макро-, мезо-, микро и субмикроморфологические исследования. В палеопочвоведении широко применяются методы исследования изотопного состава органического вещества, карбонатов и т. д.

## Организации
В INQUA была создана Комиссия по палеопедологии, в которую входят:
- Рабочая группа по природе и генезису палеопочв
- Рабочая группа по датированию палеопочв
- Рабочая группа по коду почвенной стратиграфии
- Рабочая группа по применению палеопедологии.